# Кайнакчы, Бесте
Бесте Кайнакчы (тур. Beste Kaynakçı; род. 30 апреля 1994, Конак, Измир) — турецкая яхтсменка, выступающая в классе 470. Участница летних Олимпийских игр 2020 года в Токио.

## Биография
Бесте Кайнакчы родилась в Конаке рядом с Измиром 30 апреля 1994 года. Она начала заниматься парусным спортом в 2007 году.
В 2017 году окончила университет Едитепе на факультете питания и диетологии. Получает степень магистра в Эгейском университете.

## Карьера
Первоначально занималась волейболом. В возрасте 11 лет начала заниматься парусным спортом.
Кайнакчы соревновалась в классе Оптимист в начале карьеры. Затем она стала выступать в классе 420, и, наконец, перешла в олимпийскую дисциплину 470. Бесте Кайнакчы одержала несколько побед на национальных и международных соревнованиях. Она является членом клуба по парусному спорту «ARM Urla», который расположен в городе Урла рядом с Измиром.
Принимала участие на юниорских европейских турнирах и Балканском чемпионате, становилась третьей на чемпионате мира среди юниоров и занимала восьмое место на взрослом чемпионате мира.
Она получила право представлять сборную Турции на летних Олимпийских играх 2020 года в женском классе 470. Её партнёршей стала молодая Окьянус Арыкан, которая являлась самой молодой представительницей сборной. Турция впервые примет участие в этой дисциплине на Олимпийских играх.
На чемпионате мира 2021 года Кайнакчы и Арыкан заняли 22-е место. В мае перед Олимпиадой Окьянус Арыкан и Бесте Кайнакчы приняли участие на чемпионате Европы в Португалии и заняли одиннадцатое место, при этом неудачным оказались первые три гонки, в которых турецкие яхтсменки занимали места в нижней половине таблицы. Нестабильность выступлений не позволила им войти в десятку для участия в медальной гонке. 